# هارولد أوسوريو
هارولد أوسوريو هو لاعب كرة قدم سلفادوري، ولد في 20 أغسطس 2002 في السلفادور.